# Puszcza Śląska

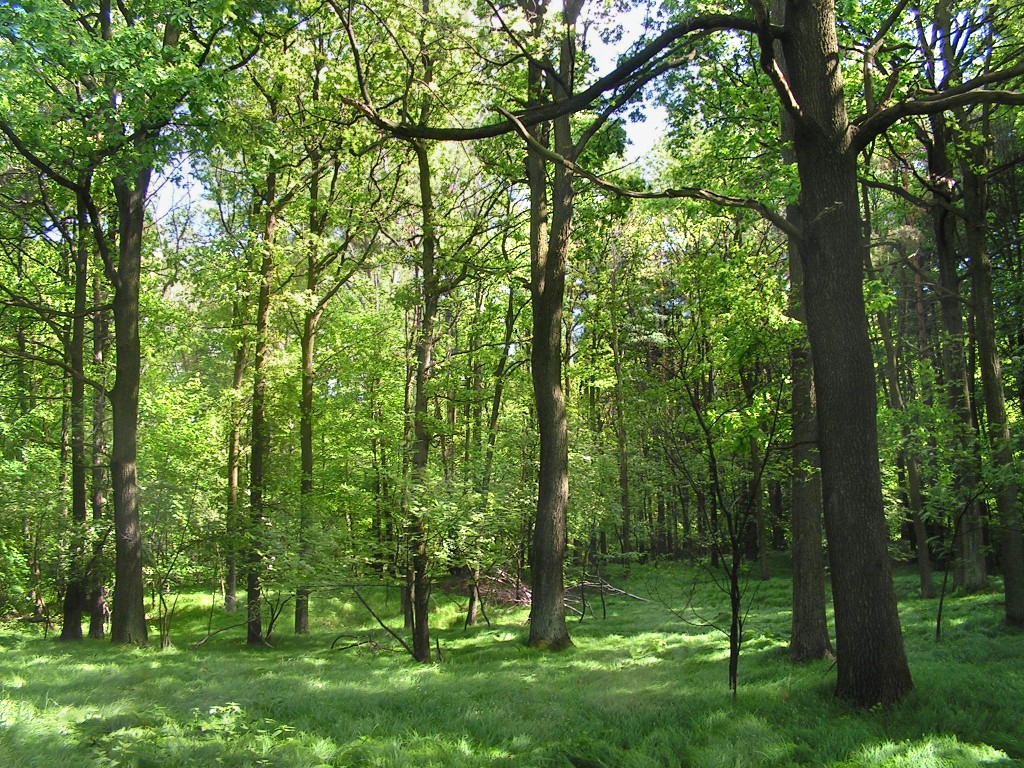
Rezerwat przyrody Las Murckowski (fragment dawnej Puszczy Śląskiej)

Puszcza Śląska – dawny, nieistniejący już kompleks lasów nizinno-wyżynnych na Górnym Śląsku, którego pozostałością są obecne: Lasy Pszczyńskie, Lasy Raciborskie, Lasy Lublinieckie, Bory Stobrawskie oraz Bory Niemodlińskie. Puszcza zajmowała rozległy obszar o powierzchni prawie 400 tysięcy hektarów w dorzeczu górnej Odry, głównie prawobrzeżnym, zasilanym dopływami Stobrawy, Małej Panwi, Kłodnicy, Rudy i Bierawki.
Dzisiejsze pozostałości po Puszczy, według regionalizacji przyrodniczo-leśnej Polski, znajdują się przede wszystkim w Krainie Śląskiej, z niewielką częścią położoną w Krainie Małopolskiej. Zgodnie z regionalizacją fizycznogeograficzną są to natomiast tereny obejmujące w przeważającej mierze Nizinę Śląską, zahaczając o skrawek Wyżyny Śląskiej. Pomimo położenia w naturalnym zasięgu jodły, lipy czy klonu, dominują tu obecnie drzewostany sosnowe oraz świerkowe z niewielką domieszką dębu, buka, brzozy i olszy.
Użytkowanie lasów związane z rozwojem przemysłu miało zasadniczy wpływ na rozczłonkowanie Puszczy na mniejsze kompleksy leśne oraz zmianę jej pierwotnego charakteru gatunkowego. W okresie od XVII do początku XIX wieku zaistniał plądrowniczy pozysk gatunków liściastych na potrzeby zakładów hutnictwa metali, gdzie do wytopu rud stosowano wytwarzany z tych gatunków węgiel drzewny. Wydobycie węgla kamiennego w XIX wieku, który zastąpił węgiel drzewny w hutnictwie, przyczyniło się z kolei do sadzenia szybko rosnących monokultur sosnowych i świerkowych, w celu obudowy coraz liczniejszych i coraz większych rozmiarami chodników i wyrobisk górniczych. W efekcie przemysł spowodował zmianę naturalnego charakteru górnośląskich lasów z zespołów mieszanych na jednogatunkowe zastępy iglaste. Nieliczne partie niezmienione przez człowieka zostały objęte statusem rezerwatu, m.in. rezerwat Las Murckowski. 